# 楠帕 (爱达荷州)
楠帕（Nampa，IPA：[næm pə]）是美國愛達荷州坎寧縣最大的城市、全州第二大城市。2000年人口為51,867人（2006年估計為 79,587人）。该地面积为85.39平方公里，其中陆地面积为85平方公里，水域面积为0.39平方公里。